# Volo Aerolínea Lanhsa 018
Il 17 marzo 2025, il volo Aerolínea Lanhsa 018, un British Aerospace Jetstream, si è schiantato in mare vicino all'Aeroporto di Roatán, alle 18:18 ora locale dopo aver superato la pista al decollo, uccidendo 12 delle 17 persone a bordo. Il relitto dell'aereo è stato localizzato a circa un chilometro dalla costa di Roatán.

## Aereo, equipaggio e passeggeri
L'aereo coinvolto era un British Aerospace Jetstream di 35 anni registrato come HR-AYW.
A bordo c'erano 17 persone, di cui tre membri dell'equipaggio e 14 passeggeri. Tra le persone a bordo c'erano una francese, un americano e 15 honduregni. I tre membri dell'equipaggio erano il pilota Luis Ángel Araya, il copilota Francisco Lagos e un assistente di volo. Tra i passeggeri era presente il cantante Aurelio Martinez. I cinque sopravvissuti sono stati trattati a un ospedale locale, presentando ossa fratturate e ferite alla testa.

## Incidente

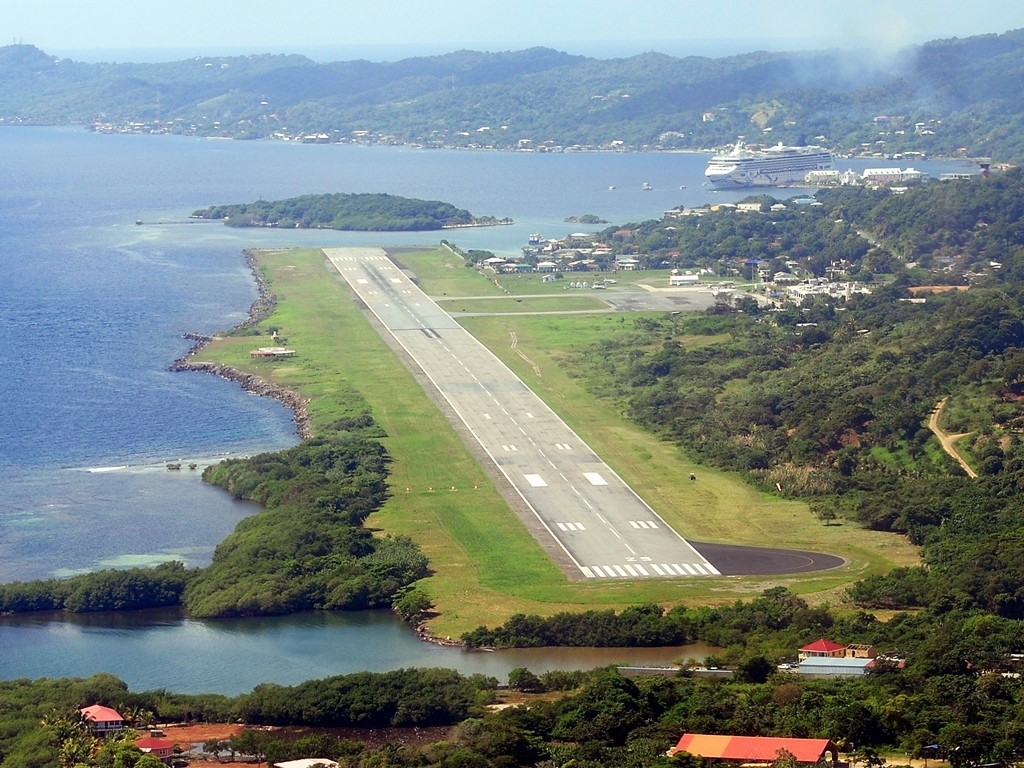
La pista dell'aeroporto di Roatán, dalla quale decollò il volo 018

L'aereo decollò dalla pista 07 dell'aeroporto Internazionale di Roatán-Juan Manuel Gálvez con destinazione l'aeroporto Internazionale Golosón. Circa un minuto dopo il decollo l'aereo subisce un guasto tecnico, forse al motore, e compie una virata a destra per poi schiantarsi in mare a circa un kilometro dalla costa. Il relitto del velivolo affondò a una profondità di circa 50 m in una zona dal fondale roccioso, complicando le operazioni di ricerca.

## Conseguenze
Il Governo Honduregno ha espresso condoglianze per le famiglie delle vittime, e la presidente del paese, Xiomara Castro, ha istituito un comitato d'emergenza per la gestione del disastro.